# Praktmagnolia
Praktmagnolia (Magnolia × soulangeana) är en magnoliaväxtart som beskrevs av Soul.-bod.. Praktmagnolia är inte en naturlig art i magnoliasläktet utan istället en hybrid skapad i Soulange-Bodin-parken 1820 genom korsning av den kinesiska yulanmagnolian (Magnolia denudata) och den likaså från Östasien härstammande liljemagnolian (Magnolia liliiflora). Praktmagnolia ingår i släktet Magnolia, och familjen magnoliaväxter. Inga underarter finns listade i Catalogue of Life. Praktmagnolian är den vanligaste odlade magnolian i Mellaneuropa idag.
Växten har formen av en buske som förgrenar sig kort ovanför marken. Den når en höjd av 5 till 10 meter. Barken som får hos äldre exemplar knölar har en grågrön till gråbrun färg. Buskens blad är 12 till 20 cm långa och upp till 6 cm breda. I april eller maj utvecklas stora blommor som är på insidan vita och på utsidan rosa. I frukterna finns orangeröda frön.

## Bildgalleri

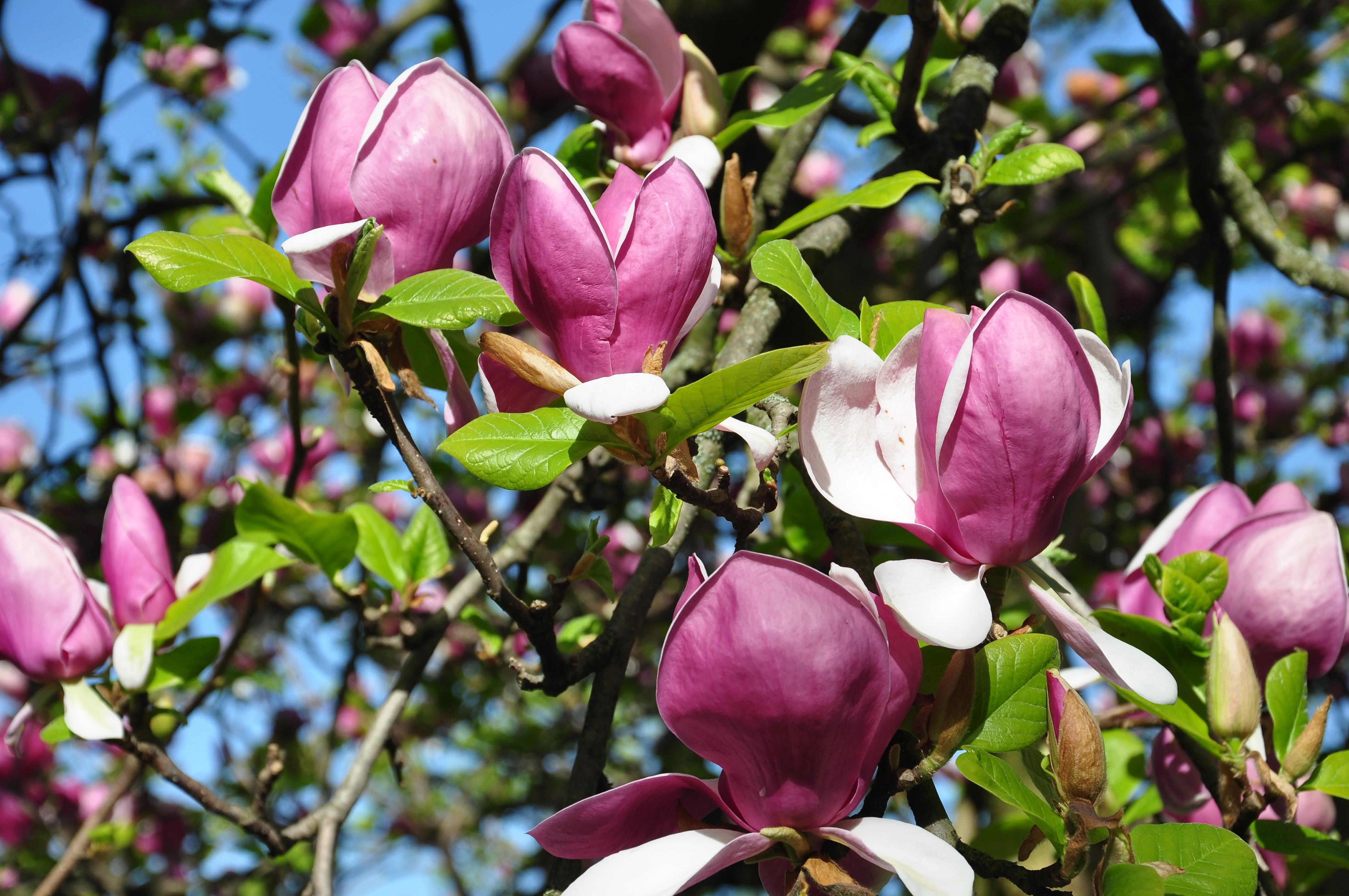